# Heteroscodra crassipes
Heteroscodra crassipes is een spinnensoort in de taxonomische indeling van de vogelspinnen (Theraphosidae).
Het dier behoort tot het geslacht Heteroscodra. De wetenschappelijke naam van de soort werd voor het eerst geldig gepubliceerd in 1907 door Arthur Stanley Hirst.